# Renbruksplan
En renbruksplan är ett dataverktyg för i första hand samebyar och enskilda rennäringsföretagare. Planen används för planering av renskötseln och som underlag för samrådsdiskussioner med andra markanvändare. Renbruksplanen kan liknas vid skogsbruksplanen för skogsägarna.

## Historik
2005 fick Skogsstyrelsen ett regeringsuppdrag att upprätta renbruksplaner tillsammans med sametinget för perioden 2005-2010.